# Kh-59
Kh-59是蘇聯/俄罗斯生產的一种电视制导巡航导弹，它采用两级固体燃料推进系统，射程可达200公里。Kh-59M是Kh-59的改进型導彈，它配备更大的弹头和涡喷发动机。Kh-59也是一种对地攻击导弹，但Kh-59另一種改進型導彈Kh-59MK可以用來攻击舰船。Kh-59M于20世纪80年代開始开发。   20世纪90年代初，Kh-59M的细节首次被披露。 